# 悪魔とカーチャ
『悪魔とカーチャ』（あくまとカーチャ、チェコ語: Čert a Káča）作品112（B201）は、アントニン・ドヴォルザークが作曲した8作目のオペラ。全3幕。

## 概要
フランティシェク・アドルフ・シュベルトの助言で1898年から翌年にかけて行われ、同年11月23日、プラハ国民劇場にて、アドルフ・チェフ指揮により初演された。リブレット（台本）はボジェナ・ニェムッォヴァーの民話集を基に、アドルフ・ヴェニークが国民劇場主催の台本コンクールのために脚色して完成させた。台本の元になったおとぎ話は、ヨゼフ・ティルにより戯曲化されている。
この作品でドヴォルザークは、チェコ科学芸術アカデミーから賞金を獲得した。
日本初演については、1970年頃に上演する構想が練られていたが結局頓挫し、女領主のアリアのみ、1991年12月23日、音楽の友ホールでピアノ伴奏により初演された。

## 楽器編成
ピッコロ、フルート2、オーボエ2、イングリッシュホルン、クラリネット2、バスクラリネット、ファゴット2、コントラファゴット、ホルン4、トランペット3、トロンボーン3、チューバ、ティンパニ、シンバル、大太鼓、小太鼓、トライアングル、ハープ、弦五部

## 演奏時間
約2時間

## 登場人物
- 女領主 ソプラノ。